# 桂山聖堂
座標: 北緯35度52分04秒 東経128度35分16秒 / 北緯35.8679度 東経128.58782度

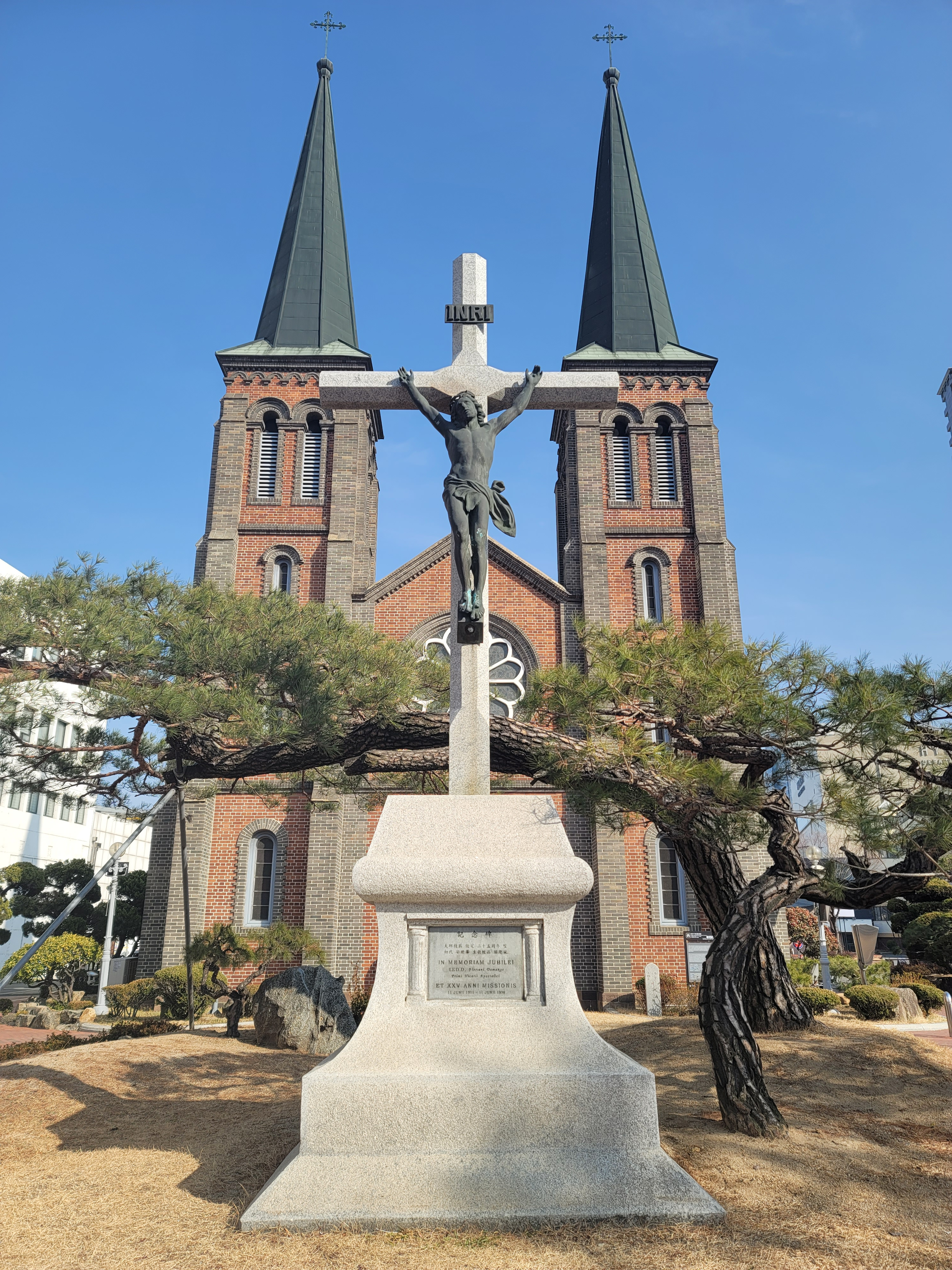
聖堂正面

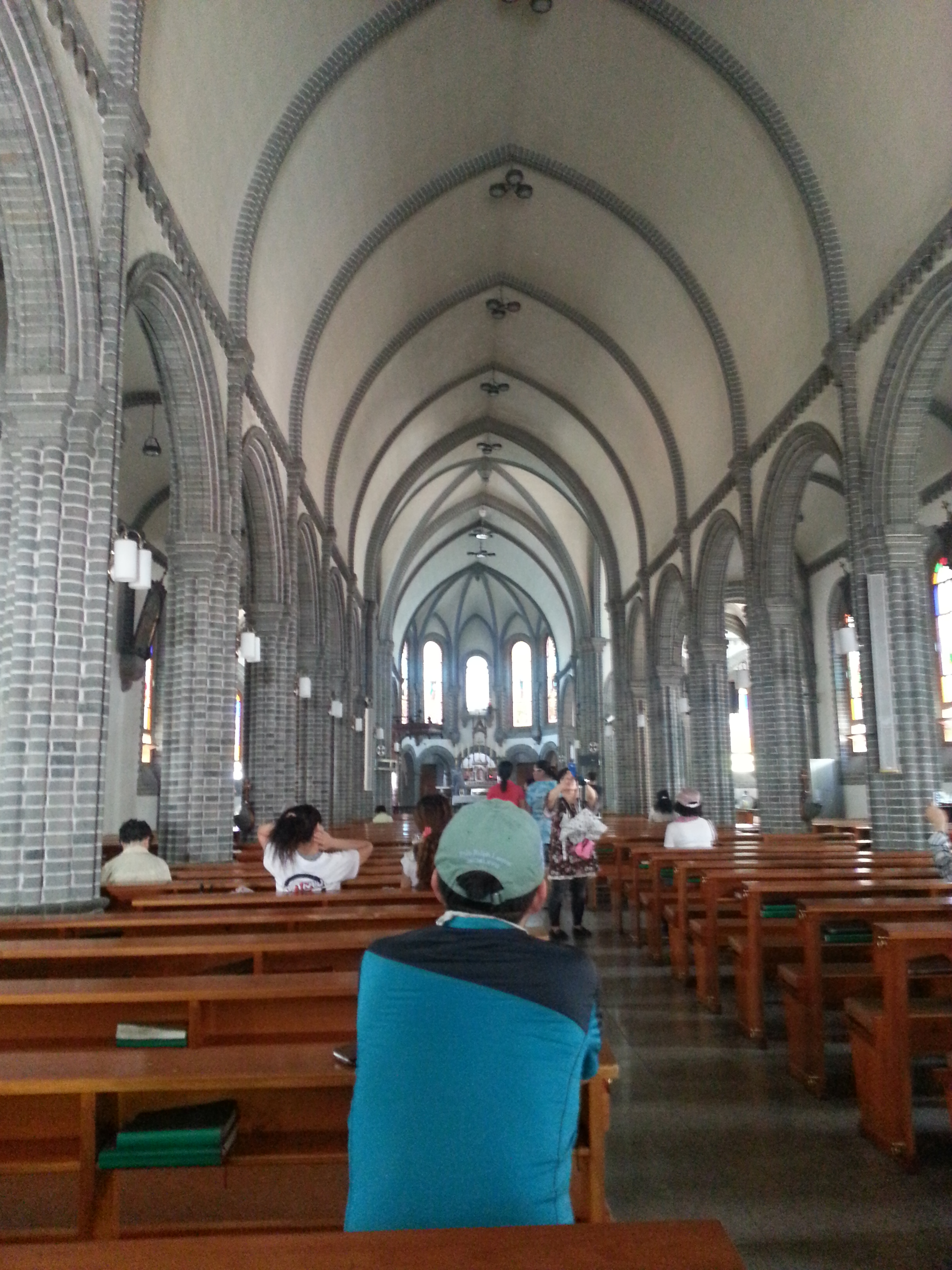
聖堂内部

桂山聖堂（朝鮮語: 계산성당:ケサンソンダン）は、大邱広域市中区にある大邱大司教区（現地用語では大邱大教区）の大司教座聖堂。大韓民国指定史跡第290号に、大邱 桂山洞聖堂として、指定されている。
1891年に木造の聖堂が建てられたのを始まりとするが、現聖堂は1902年に建て直されたものである。

## 交通アクセス
大邱都市鉄道公社半月堂駅と青蘿の丘駅の中間点にあり、それぞれの駅から徒歩10〜15分。